# Burg Grüneck (Obereggenen)
Die Burg Grüneck, auch Gerneck oder Burg Obereggenen genannt, ist eine abgegangene Höhenburg auf dem gleichnamigen Berg nordöstlich des Dorfes Schallsingen, das zur Gemeinde Schliengen, Ortsteil Obereggenen, im Landkreis Lörrach in Baden-Württemberg gehört.

## Lage
Die Reste der ehemaligen Burg liegen auf 704 m ü. NN am Fuße des Hochblauen etwa einen Kilometer nordöstlich des Dorfes Schallsingen und etwa 1,2 Kilometer südlich des Dorfes Sehringen, das zur Gemeinde Badenweiler, Ortsteil Lipburg-Sehringen, gehört. Die Anlage liegt noch auf der Gemarkung Obereggenen. und damit im Landkreis Lörrach. Sie ist von der Landesstraße L 132 aus zu Fuß in etwa einer halben Stunde über gut ausgebaute Waldwege (Grüneckweg und Oberer Grüneckweg) zu erreichen. Die letzten 100 Meter führen durch Gebüsch und über Fels.

## Geschichte
Über diese Burganlage sind keine geschichtlichen Daten bekannt, möglicherweise handelt es sich hier um die im Jahr 1272 erwähnte Burg Gerneck, die im Jahr 1272 während des Krieges zwischen dem Grafen Rudolf von Habsburg und dem Basler Bischof zerstört wurde.
Die Erbauung der Burg könnte schon während des 10. oder 11. Jahrhunderts erfolgt sein, zu dieser Zeit als Holz-Erdanlage. Später wurde sie in Steinbauweise neu errichtet, nach der Mauerwerksart des Wohnturmes während des 13. Jahrhunderts. Aufgrund der Lage und der geringen Größe wird angenommen, dass die Burg dem Schutz des Bergbaus diente. Im Bereich um Sehringen gibt es Bleiglanz-Vorkommen. Aus dem Bleiglanz wurde im Mittelalter der geringe Silberanteil extrahiert.
Möglicherweise war sie im Besitz der edelfreien Herren von Kaltenbach, sie hatten ihren Stammsitz in der gleichnamigen Ortschaft südöstlich der Burg Grüneck. Daneben saßen sie auch auf der Burg Bürgeln, später ein Kloster und dann zum Schloss ausgebaut, möglicherweise auch auf einem Vorgängerbau der Sausenburg sowie eventuell auf der Burg Stockburg.
Die Burg Grüneck geht wahrscheinlich auf einen keltischen Ringwall zurück.

## Anlage
Von der ehemaligen Burganlage haben sich nur die Mauerreste eines quadratischen Wohnturmes mit den Maßen von 14 mal 16 Metern und einer Mauerstärke von zwei bis drei Metern erhalten. Der Platz wurde bereits vor 1900 teilweise eingeebnet und mit Bäumen bepflanzt.